# Jalen Mayfield
Jalen Mayfield (Grand Rapids, 23 maggio 2000) è un giocatore di football americano statunitense che milita nel ruolo di offensive tackle per i New York Giants della National Football League (NFL).

## Carriera

### Atlanta Falcons
Mayfield al college giocò a football a Michigan. Fu scelto nel corso del secondo giro (63º assoluto) del Draft NFL 2021 dagli Atlanta Falcons. Debuttò come professionista partendo come titolare nella gara del primo turno contro i Philadelphia Eagles. La sua stagione da rookie si concluse con 16 presenze, tutte come titolare. L'annata successiva la perse interamente per infortunio.

### New York Giants
Il 31 agosto 2023 Mayfield firmò con la squadra di allenamento dei New York Giants.